# Крем'янецький вісник
Крем'янецький вісник — періодичне видання (газета), що виходила 2-3 рази на тиждень у місті Крем'янець від 20 липня 1941 р. до 3 лютого 1944 р. Редактори — А. Трачук, Анатолій Котович.
У виданні, зокрема, друкувалися твори Уласа Самчука. «Крем'янецький вісник» 1942 р. публікував матеріали про вшанування пам'яті Кобзаря.